# Federico Carlo di Schleswig-Holstein-Sonderburg-Beck
Duca Federico Carlo di Schleswig-Holstein-Sonderburg-Beck (Königsberg, 20 agosto 1757 – Wellingsbuttel, 24 aprile 1816) è stato un nobile danese, quinto e penultimo duca di Schleswig-Holstein-Sonderburg-Beck.

## Biografia
Figlio del duca Carlo Antonio di Schleswig-Holstein-Sonderburg-Beck e di sua moglie la contessa Federica Pucci di Pitigliano. Dopo la morte prematura del padre, è stato cresciuto dalla nonna.
Nel 1776, fece un viaggio di studio in Italia, dove si ammalò. Nel 1777 è stato promosso a maggiore, ed raggiunse il 27º Reggimento di Fanteria prussiana sotto Alexander von Knobelsdorff a Stendal. Con lui ha preso parte alla guerra di successione bavarese. Dopo la pace di Teschen, divenne il più giovane ufficiale nel reggimento di Schlieben.
Nel 1780 sposò la contessa Federica di Schlieben (28 febbraio 1757 - 17 dicembre 1827) il 9 marzo 1780 a Königsberg. Le nozze furono considerate in maniera non positiva poiché gli Schlieben erano una famiglia di non antica civiltà; ebbero tre figli:
- S.A.S Principessa Federica di Schleswig-Holstein-Sonderburg-Beck (1780-1862)[1][2];
- S.A.S. Principessa Luisa di Schleswig-Holstein-Sonderburg-Beck (1783-1803)[1][2] ∞ 1803 Ferdinando Federico di Anhalt-Köthen
- S.A.S. Federico Guglielmo di Schleswig-Holstein-Sonderburg-Glücksburg (4 gennaio 1785 - 27 febbraio 1831)[1][2].

Nel 1781 lasciò l'esercito. Il nuovo re di Prussia Federico Guglielmo lo riportò indietro e lo nominò generale nel 1789. Nel 1795 è diventato comandante di Cracovia e tenente generale.
Nel marzo del 1798, fu prima a Berlino e poi di nuovo a Lipsia, dove la sua famiglia lo stava aspettando. Rimase nel 1798 e nel 1799 a Lipsia, dove ha studiato fisica, matematica e chimica. Dal 1800 è tornato nella sua tenuta nella Prussia orientale Lindenau. Nel 1808 è stato un deputato degli stand prussiane orientali. Nel 1810 il re di Danimarca lo nominò luogotenente generale. Lì, ha trascorso i suoi ultimi anni.
A Federico succedette il figlio Federico Guglielmo.

## Titoli e trattamento
- 20 agosto 1757 - 12 settembre 1759: Sua Altezza Serenissima Principe Federico Carlo di Schleswig-Holstein-Sonderburg-Beck
- 12 settembre 1759 - 24 febbraio 1775: Sua Altezza Serenissima il Principe Ereditario di Schleswig-Holstein-Sonderburg-Beck
- 24 febbraio 1775 - 24 aprile 1816: Sua Altezza Serenissima il Duca di Schleswig-Holstein-Sonderburg-Beck

## Ascendenza
|                                                      |                             |                                                              | Genitori                                                     |  |  | Nonni |  |  | Bisnonni                                             |  |  | Trisnonni                                             |  |
|                                                      |                             |                                                              |                                                              |  |  |       |  |  | Federico Luigi di Schleswig-Holstein-Sonderburg-Beck |  |  | Augusto Filippo di Schleswig-Holstein-Sonderburg-Beck |  |
|                                                      |                             |                                                              |                                                              |  |  |       |  |  | Federico Luigi di Schleswig-Holstein-Sonderburg-Beck |  |  | Augusto Filippo di Schleswig-Holstein-Sonderburg-Beck |  |
|                                                      |                             | Maria Sibilla di Nassau-Saarbrücken                          |                                                              |  |  |       |  |  | Federico Luigi di Schleswig-Holstein-Sonderburg-Beck |  |  |                                                       |  |
| Pietro Augusto di Schleswig-Holstein-Sonderburg-Beck |                             |                                                              |                                                              |  |  |       |  |  | Federico Luigi di Schleswig-Holstein-Sonderburg-Beck |  |  |                                                       |  |
|                                                      |                             | Luisa Carlotta di Schleswig-Holstein-Sonderburg-Augustenburg | Ernest Günther di Schleswig-Holstein-Sonderburg-Augustenburg |  |  |       |  |  |                                                      |  |  |                                                       |  |
|                                                      |                             | Luisa Carlotta di Schleswig-Holstein-Sonderburg-Augustenburg | Ernest Günther di Schleswig-Holstein-Sonderburg-Augustenburg |  |  |       |  |  |                                                      |  |  |                                                       |  |
|                                                      |                             | Luisa Carlotta di Schleswig-Holstein-Sonderburg-Augustenburg | Augusta di Schleswig-Holstein-Sonderburg-Glücksburg          |  |  |       |  |  |                                                      |  |  |                                                       |  |
| Carlo Antonio di Schleswig-Holstein-Sonderburg-Beck  |                             | Luisa Carlotta di Schleswig-Holstein-Sonderburg-Augustenburg |                                                              |  |  |       |  |  |                                                      |  |  |                                                       |  |
|                                                      |                             | Filippo d'Assia-Philippsthal                                 | Guglielmo V d'Assia-Kassel                                   |  |  |       |  |  |                                                      |  |  |                                                       |  |
|                                                      |                             | Filippo d'Assia-Philippsthal                                 | Guglielmo V d'Assia-Kassel                                   |  |  |       |  |  |                                                      |  |  |                                                       |  |
|                                                      |                             | Filippo d'Assia-Philippsthal                                 | Edvige Sofia di Brandeburgo                                  |  |  |       |  |  |                                                      |  |  |                                                       |  |
| Sofia d'Assia-Philippsthal                           |                             | Filippo d'Assia-Philippsthal                                 |                                                              |  |  |       |  |  |                                                      |  |  |                                                       |  |
|                                                      |                             | Caterina Amalia di Solms-Laubach                             | Carlo Ottone di Solms-Laubach                                |  |  |       |  |  |                                                      |  |  |                                                       |  |
|                                                      |                             | Caterina Amalia di Solms-Laubach                             | Carlo Ottone di Solms-Laubach                                |  |  |       |  |  |                                                      |  |  |                                                       |  |
|                                                      |                             | Caterina Amalia di Solms-Laubach                             | …                                                            |  |  |       |  |  |                                                      |  |  |                                                       |  |
| Federico Carlo di Schleswig-Holstein-Sonderburg-Beck |                             | Caterina Amalia di Solms-Laubach                             |                                                              |  |  |       |  |  |                                                      |  |  |                                                       |  |
|                                                      | Niccolò Pucci di Pitigliano | …                                                            |                                                              |  |  |       |  |  |                                                      |  |  |                                                       |  |
|                                                      | Niccolò Pucci di Pitigliano | …                                                            |                                                              |  |  |       |  |  |                                                      |  |  |                                                       |  |
|                                                      | Niccolò Pucci di Pitigliano | …                                                            |                                                              |  |  |       |  |  |                                                      |  |  |                                                       |  |
| Angelo Luigi Pucci di Pitigliano                     | Niccolò Pucci di Pitigliano |                                                              |                                                              |  |  |       |  |  |                                                      |  |  |                                                       |  |
|                                                      |                             | Luisa di Dohna-Carwinden                                     | …                                                            |  |  |       |  |  |                                                      |  |  |                                                       |  |
|                                                      |                             | Luisa di Dohna-Carwinden                                     | …                                                            |  |  |       |  |  |                                                      |  |  |                                                       |  |
|                                                      |                             | Luisa di Dohna-Carwinden                                     | …                                                            |  |  |       |  |  |                                                      |  |  |                                                       |  |
| Federica Pucci di Pitigliano                         |                             | Luisa di Dohna-Carwinden                                     |                                                              |  |  |       |  |  |                                                      |  |  |                                                       |  |
|                                                      |                             | Federico da Barberino                                        |                                                              |  |  |       |  |  |                                                      |  |  |                                                       |  |
|                                                      |                             |                                                              |                                                              |  |  |       |  |  |                                                      |  |  |                                                       |  |
|                                                      |                             |                                                              |                                                              |  |  |       |  |  |                                                      |  |  |                                                       |  |
| Sofia Enrichetta Da Barberino                        |                             |                                                              |                                                              |  |  |       |  |  |                                                      |  |  |                                                       |  |
|                                                      |                             | Ersilia Conti                                                | Piero Emilio Alessandro Conti                                |  |  |       |  |  |                                                      |  |  |                                                       |  |
|                                                      |                             | Ersilia Conti                                                | Piero Emilio Alessandro Conti                                |  |  |       |  |  |                                                      |  |  |                                                       |  |
|                                                      |                             | Ersilia Conti                                                | Maria Assunta Asburgo-Lorena                                 |  |  |       |  |  |                                                      |  |  |                                                       |  |
|                                                      |                             | Ersilia Conti                                                |                                                              |  |  |       |  |  |                                                      |  |  |                                                       |  |